# Kya Kehna
Pour plus de détails, voir Fiche technique et Distribution.
Kya Kehna est un film indien réalisé par Kundan Shah et sorti en 2000. Le titre peut se traduire par Que dire.

## Synopsis
Priya (Preity Zinta) quitte le collège et s’apprête à entrer au lycée. Ètant l’unique fille de la famille, elle est très aimée de ses parents et de ses frères. C’est alors que Priya rencontre Rahul (Saif Ali Khan) et tombe amoureuse de lui malgré les mises en garde de son frère Vicky.
N’écoutant que son cœur, Priya continue de fréquenter Rahul et finit par tomber enceinte. Devant le refus de Rahul de se marier avec elle afin de préserver son honneur, Priya décide malgré tout de garder l’enfant et de l'élever seule contre l’avis général de sa famille, notamment son père, et de la société qui la persécute sous l'influence de la mère de Rahul. Mais à force de détermination, de courage et d'amour, Priya finira par gagner le respect de tous.

## Fiche technique
- Titre original : Kya Kehna
- Réalisation : Kundan Shah
- Scénario : Honey Irani
- Musique : Rajesh Roshan
- Producteur : Kumar S Taurani
- Pays : Inde
- Année : 2000
- Durée : 155 min
- Langue originale : Hindi

## Distribution
- Saif Ali Khan : Rahul
- Chandrachur Singh : Ajay
- Preity Zinta : Priya Bakshi
- Anupam Kher : Gulshan Bakshi
- Farida Jalal : Rohini Bakshi

## Chansons du film
La musique est de Rajesh Roshan et les paroles de Majrooh Sultanpuri:
- Aey Dil Laya Hai Bahar : Kavita Krishnamurthy, Hariharan
- Jaaneman Jaanejaan : Alka Yagnik, Sonu Nigam
- Dekhiye Hai Jaaneman : Alka Yagnik, Udit Narayan
- O Soniye Dil Jaaniye : Alka Yagnik, Sonu Nigam, Kumar Sanu
- Dil Ka Koi Tukda : Kavita Krishnamurthy, Hariharan
- Ae Sanam meri Bahon : Alka Yagnik, Kumar Sanu
- Pyaara Bhaiya Mera : Alka Yagnik, Kumar Sanu
- In Kadmon Ke Neeche : Alka Yagnik, Kumar Sanu

## Récompenses
- Filmfare Awards 2001 : Meilleure histoire pour Honey Irani